# Allium guttatum
Allium guttatum är en amaryllisväxtart som beskrevs av Christian von Steven. Allium guttatum ingår i släktet lökar, och familjen amaryllisväxter.

## Underarter
Arten delas in i följande underarter:
- A. g. dalmaticum
- A. g. guttatum
- A. g. sardoum
- A. g. tenorei